# Радобиця
Радобиця (словац. Radobica) — село, громада округу Пр'євідза, Тренчинський край. Кадастрова площа громади — 11.45 км².
Населення 546 осіб (станом на 31 грудня 2020 року).

## Історія
Радобиця згадується 1324 року.

## Населення
| Рік:            | 1994. | 2004.   | 2014.   | 2024.   |
| --------------- | ----- | ------- | ------- | ------- |
| Кількість осіб: | 621   | 566     | 555     | 574     |
| Різниця:        |       | -8,85 % | -1,94 % | +3,42 % |

| Рік:            | 2023. | 2024.   |
| --------------- | ----- | ------- |
| Кількість осіб: | 580   | 574     |
| Різниця:        |       | -1,03 % |